# داوران جام ملت‌های آسیا ۲۰۲۳
تیم‌های داوری حاضر در بازی‌ها (اعم از داوران، کمک داوران و کمک داوران ویدئویی) که در جام ملت‌های آسیا ۲۰۲۳ قطر قضاوت کردند.

## داوران و کمک داوران
در ۱۴ سپتامبر ۲۰۲۳، کنفدراسیون فوتبال آسیا (AFC) فهرستی متشکل از ۳۳ داور، ۳۷ کمک داور، دو داور ذخیره و دو کمک داور ذخیره برای مسابقات، شامل دو داور زن و سه کمک داور زن را اعلام کرد. کمک داوران کمک داور ویدیویی (VAR) در تمام مسابقات برای دومین بار در تاریخ این مسابقات بعد از اجرای آن از مرحله یک چهارم نهایی به بعد در نسخه ۲۰۱۹ خواهد بود. همچنین سیستم فناوری آفساید نیمه خودکار (SAOT) که از ۱۲ دوربین تخصصی به همراه هوش مصنوعی بهره می‌برد، نیز در تمامی ۵۱ مسابقه اجرا خواهد شد. این اولین بار در تاریخ است که SAOT در مسابقات جام ملت‌های آسیا استفاده می‌شود و AFC را به اولین کنفدراسیونی تبدیل می‌کند که این سیستم را در سطح تیم ملی مردان قاره اعمال می‌کند.
| داوران                                    | دستیاران                                                         | مسابقه اختصاص داده شد | به عنوان داور چهارم | کمک داور ویدیویی (VAR/AVAR) |
| ----------------------------------------- | ---------------------------------------------------------------- | --- | --- | --- |
| شان ایوانز(استرالیا)                      | آنتون شچتینین (استرالیا) اشلی بیچم (استرالیا)                    | گروهF عربستان مقابل عمان گروهCهنگ کنگ مقابل فلسطین                                                                                                   | گروهA قطر مقابل چین | قطر مقابل لبنان (گروه A) بحرین مقابل مالزی (گروه E) |
| علیرضا فغانی (استرالیا)                   | آنتون شچتینین (استرالیا) اشلی بیچم (استرالیا)                    | قطر مقابل لبنان (گروه A) عراق مقابل اردن (مرحله یک شانزدهم)                                                                                          | عمان مقابل تایلند (گروه F) عراق مقابل ویتنام (گروه D) | |
| کیت یاسویچ (استرالیا)                     |                                                                  | | | قطر مقابل لبنان (گروه A) امارات مقابل هنگ کنگ (گروه C) عربستان مقابل عمان (گروه F) ایران در مقابل هنگ کنگ (گروه C) |
| فو مینگ (چین)                             | ژو فی (چین) ژانگ چنگ (چین)                                       | هند مقابل ازبکستان (گروه B) تاجیکستان مقابل اردن (یک چهارم نهایی)                                                                                    | | کره جنوبی مقابل بحرین (گروه E) ویتنام مقابل اندونزی (گروه D) قرقیزستان مقابل عربستان سعودی (گروه F) استرالیا مقابلازبکستان (گروه B) عراق مقابل ویتنام (گروه D) قطر مقابل فلسطین (مرحله یک شانزدهم)                    |
| ما نینگ (چین)                             | ژو فی (چین) ژانگ چنگ (چین)                                       | کره جنوبی مقابل بحرین (گروه E) قطر مقابل فلسطین (مرحله یک شانزدهم)                                                                                   | قرقیزستان مقابل عربستان سعودی (گروه F) استرالیا مقابل ازبکستان (گروه B) اردن مقابل بحرین (گروه E)                                                                                   | |
| ما نینگ (چین)                             | آنتون شچتینین (استرالیا) اشلی بیچم (استرالیا)                    | ایران مقابل ژاپن (یک چهارم نهایی) | قرقیزستان مقابل عربستان سعودی (گروه F) استرالیا مقابل ازبکستان (گروه B) اردن مقابل بحرین (گروه E)                                                                                   | |
| موعود بنیادی‌فر (ایران)                    | سعید قاسمی (ایران) علیرضا ایلدروم (ایران)                        | عمان مقابل تایلند (گروه F) | ژاپن مقابل ویتنام (گروه D) سوریه مقابل استرالیا (گروه B) | |
| مهند قاسم (عراق)                          | واثق السوایدی (عراق) احمد البغدادی (عراق)                        | تاجیکستان مقابل لبنان (گروه A) | ازبکستان مقابل سوریه (گروه B) بحرین مقابل مالزی (گروه E) بحرین مقابل ژاپن (یک شانزدهم نهایی)                                                                                        | |
| یوسوکه اراکی (ژاپن)                       | جون میهارا (ژاپن) تاکومی تاکاگی (ژاپن)                           | استرالیا مقابل [[ازبکستان (گروه B) تیم ملی فوتبال تاجیکستان مقابل امارات (دور یک شانزدهم)                                                            | استرالیا مقابل هند (گروه B) کره جنوبی مقابل بحرین (گروه E) تاجیکستان مقابل اردن (یک چهارم نهایی)                                                                                    | تاجیکستان مقابل قطر (گروه A) هند مقابل ازبکستان (گروه B) قرقیزستان مقابل عربستان سعودی (گروه F) |
| جامپیی لیدا (ژاپن)                        | جون میهارا (ژاپن) تاکومی تاکاگی (ژاپن)                           | قرقیزستان مقابل عربستان سعودی (گروه F) | | استرالیا مقابل هند (گروه B) عربستان سعودی مقابل عمان (گروه F) تاجیکستان مقابل قطر (گروه A) استرالیا مقابل ازبکستان(گروه B) تاجیکستان مقابل امارات متحده عربی (مرحله یک شانزدهم) تاجیکستان مقابل اردن (یک چهارم نهایی) |
| هیرویوکی کیمورا (ژاپن)                    | جون میهارا (ژاپن) تاکومی تاکاگی (ژاپن)                           | تاجیکستان مقابل قطر (گروه A) | | استرالیا مقابل هند (گروه B) هنگ کنگ مقابل ایران (گروه C) |
| یوشیمی یاماشیتا (ژاپن)                    | Makoto Bozono (ژاپن) Naomi Teshirogi (ژاپن)                      | استرالیا مقابل هند (گروه B) | تاجیکستان مقابل قطر (گروه A) | |
| ادهم مخادمه (اردن)                        | محمد الکلاف (اردن) احمد الروال (اردن)                            | تایلند مقابل قرقیزستان (گروه F) | ازبکستان مقابل هند (گروه B) ایران مقابل امارات متحده عربی (گروه C) قرقیزستان مقابل عمان گروه F) عربستان مقابل کره جنوبی (یک‌هشتم نهایی)                                              | |
| کیم هی-گون (کره جنوبی)                    | یون جائه یول (کره جنوبی) پارک سانگ جون (کره جنوبی)               | عربستان مقابلتایلند (گروه F) قطر مقابل ازبکستان (یک چهارم نهایی)                                                                                     | تایلند مقابل قرقیزستان (گروه F) | ژاپن مقابل ویتنام (گروه D) لبنان مقابل چین (گروه A) ایران مقابل سوریه (دور شانزدهم) |
| کیم جونگ هیوک (کره جنوبی)                 | یون جائه یول (کره جنوبی) پارک سانگ جون (کره جنوبی)               | ژاپن مقابل ویتنام (گروه D) ایران مقابل سوریه (دور یک شانزدهم)                                                                                        | سوریه مقابل هند (گروه B) | لبنان مقابل چین (گروه A) عربستان مقابل تایلند (گروه F) قطر مقابل ازبکستان (یک چهارم نهایی) |
| کو هیونگ جین (کره جنوبی)                  | پارک سانگ جون (کره جنوبی) کیم کیونگ مین (کره جنوبی)              | لبنان مقابل چین (گروه A) | قطر مقابل لبنان (گروه A) هنگ کنگ مقابل ایران (گروه C) | ژاپن مقابل ویتنام (گروه D) هنگ کنگ مقابل فلسطین (گروه C) عربستان مقابل تایلند (گروه F) |
| محمد الحوش (عربستان سعودی)                | زید الشمری (عربستان) یاسر السلطان (عربستان سعودی)                | چین مقابل تاجیکستان (گروه A) | مالزی مقابل اردن (گروه E) تاجیکستان مقابل امارات متحده عربی (دور یک شانزدهم) | عراق مقابل ژاپن (گروه D) تاجیکستان مقابل لبنان (گروه A) ایران مقابل امارات متحده عربی (گروه C) کره جنوبی مقابل مالزی (گروه E)                                                                                         |
| خالد الترایس (عربستان سعودی)              | زید الشمری (عربستان) یاسر السلطان (عربستان سعودی)                | عراق مقابل ژاپن (گروه D) کره جنوبی مقابل مالزی (گروه هE)                                                                                             | | چین در مقابل تاجیکستان (گروه A) تاجیکستان مقابل لبنان (گروه A) ازبکستان مقابلتایلند (یک شانزدهم نهایی) |
| احمد آل علی (کویت)                        | عبدالهادی العانزی (کویت) احمد عباس (کویت)                        | فلسطین در مقابل امارات متحده عربی (گروه C) قرقیزستان مقابل عمان (گروه F) بحرین مقابل ژاپن (مرحله یک شانزدهم)                                         | امارات مقابلهنگ کنگ (گروه C) قطر مقابل فلسطین (یک شانزدهم) | قطر مقابل چین (گروه A) عربستان سعودی–کره جنوبی (مرحله یک شانزدهم) قطر–ازبکستان (یک چهارم نهایی) |
| عبدالله جمالی (کویت)                      | عبدالهادی العانزی (کویت) احمد عباس (کویت) قطر مقابل چین (گروه A) | تیم ملی فوتبال عربستان سعودی مقابل تیم ملی فوتبال عمان\|عمان]] (گروه F) استرالیا مقابل اندونزی (یک‌هشتم نهایی) قطر در مقابل ازبکستان (یک چهارم نهایی) | چین مقابل تاجیکستان (گروه A) فلسطین در مقابل تیم ملی فوتبال امارات متحده عربی\|امارات متحده عربی]] (گروه C) ایران در مقابل امارات متحده عربی (گروه C) قرقیزستان مقابل عمان (گروه F) | |
| نظمی ناصرالدین (مالزی)                    | محمد زائر بن خلیل تان (مالزی) مهد عارف شمیل بن عبد راسید (مالزی) | عراق مقابل تیم ملی فوتبال ویتنام\|ویتنام]] (گروه D) ازبکستان مقابل تایلند (یک شانزدهم)                                                               | چین مقابلتاجیکستان (گروه A) عراق مقابل تیم ملی فوتبال ژاپن\|ژاپن]] (گروه D) ایران مقابل ژاپن (یک چهارم نهایی)                                                                       | |
| احمد الکاف (عمان)                         | ابوبکر العامری (عمان) رشید الغیثی (عمان)                         | تیم ملی فوتبال ازبکستان مقابل سوریه (گروه B) بحرین مقابل مالزی (گروه E) استرالیا مقابل کره جنوبی (یک چهارم نهایی)                                    | فلسطین مقابل امارات متحده عربی (گروه C) تاجیکستان مقابل لبنان (گروه A) ازبکستان مقابل تایلند (یک شانزدهم)                                                                           | |
| عبدالرحمن الجاسم (قطر)                    | طالب المری (قطر) سعود المقاله (قطر)                              | ایران مقابل فلسطین (گروه C) | هنگ کنگ مقابل فلسطین (گروه C) کره جنوبی مقابلمالزی (گروه E) تیم ملی فوتبال عراق مقابل اردن (یک‌هشتم نهایی ایران مقابل سوریه (یک شانزدهم نهایی)                                       | فلسطین در مقابلامارات متحده عربی (گروه C) اردن مقابل کره جنوبی (گروه E) |
| عبدالله المری (قطر)                       |                                                                  | | | ایران مقابلفلسطین (گروه C) سوریه مقابل استرالیا (گروه B) اردن مقابل کره جنوبی (گروه E) هنگ کنگ مقابل فلسطین (گروه C)                                                                                                  |
| خمیس المری (قطر)                          | طالب المری (قطر) سعود المقاله (قطر)                              | ژاپن مقابل اندونزی (گروه D) | | ازبکستان مقابل سوریه (گروه B) ایران مقابل فلسطین (گروه C) عراق مقابل ژاپن (گروه D) کره جنوبی مقابل مالزی (گروه E) عراق مقابل اردن (یک شانزدهم) ایران مقابل سوریه (یک شانزدهم)                                         |
| سلمان احمد فلاحی (قطر)                    | طالب المری (قطر) سعود المقاله (قطر)                              | اردن مقابل کره جنوبی (گروه E) | | ازبکستان مقابل سوریه (گروه B) اندونزی مقابل عراق (گروه D) ژاپن مقابل اندونزی (گروه D) عراق مقابل اردن (یک‌هشتم نهایی)                                                                                                  |
| محمد تقی (سنگاپور)                        | رونی کوه مین کیات (سنگاپور) عبدالحنان بن عبدالحسیم (سنگاپور)     | امارات متحده عربی در مقابل هنگ کنگ (گروه C) | | عمان مقابل تایلند (گروه F) سوریه–هند (گروه ب) ژاپن–اندونزی (گروه D) قرقیزستان–عمان (گروه F) قطر–فلسطین (مرحله یک شانزدهم) ایران –ژاپن (یک چهارم نهایی)                                                                |
| حنا حطاب (سوریه)                          | علی احمد (سوریه) محمد کزاز (سوریه)                               | هنگ کنگ–ایران (گروه C) | ایران–فلسطین (گروه C) | کره جنوبی–بحرین (گروه E) |
| سعدالله گلمرادی (تاجیکستان)               | آندری تساپنکو (ازبکستان) تیمور گاینولین (ازبکستان)               | ویتنام–اندونزی (گروه D) | اندونزی-عراق (گروه D) ژاپن–اندونزی (گروه D) | |
| Sivakorn Pu-udom (تایلند)                 | Rawut Nakarit (تایلند) Tanate Cuchuen (تایلند)                   | سوریه–هند (گروه B) | | امارات متحده عربی–هنگ کنگ (گروه C) اندونزی–عراق (گروه D) ویتنام–اندونزی (گروه D) عراق–ویتنام (گروه D) تاجیکستان–امارات متحده عربی (مرحله یک‌هشتم نهایی) تاجیکستان–اردن (یک چهارم نهایی) ایران–ژاپن (یک چهارم نهایی)    |
| عمر العلی (امارات متحده عربی)             | محمد الحمادی (امارات متحده عربی) حسن المهری (امارات متحده عربی)  | اردن–بحرین (گروه E) | | مالزی–اردن (گروه E) هند–ازبکستان (گروه ب) بحرین–مالزی (گروه E) استرالیا-اندونزی (مرحله یک‌هشتم نهایی) ازبکستان–تایلند (مرحله یک شانزدهم) استرالیا-کره جنوبی (یک چهارم نهایی)                                           |
| عادل النقبی (امارات متحده عربی)           | محمد الحمادی (امارات متحده عربی) حسن المهری (امارات متحده عربی)  | سوریه–استرالیا (گروه B) | اردن–کره جنوبی (گروه E) استرالیا–کره جنوبی (یک چهارم نهایی) | مالزی–اردن (گروه E) تایلند–قرقیزستان (گروه F) قطر–چین (گروه A) سوریه–هند (گروه B) اردن–بحرین (گروه E) استرالیا–اندونزی (مرحله یک‌هشتم نهایی عربستان_کره جنوبی (مرحله یک شانزدهم) بحرین–ژاپن (دور رفت از ۱۶)            |
| محمد عبدالله حسن محمد (امارات متحده عربی) | محمد الحمادی (امارات متحده عربی) حسن المهری (امارات متحده عربی)  | مالزی–اردن (گروه E) استرالیا–اندونزی (دور یک شانزدهم)                                                                                                | | سوریه–استرالیا (گروه B) عمان–تایلند (گروه F) اردن–بحرین (گروه E) بحرین–ژاپن (مرحله یک‌هشتم نهایی) استرالیا-کره جنوبی (یک چهارم نهایی)                                                                                  |
| آخرول ریسکولایف (ازبکستان)                |                                                                  | | | |
| ایلگیز تانتاشف (ازبکستان)                 | آندری تساپنکو (ازبکستان) تیمور گاینولین (ازبکستان)               | اندونزی-عراق (گروه D) ایران-امارات متحده عربی (گروه C) عربستان_کره جنوبی (مرحله یک‌هشتم نهایی)                                                        | لبنان–چین (گروه A) ویتنام–اندونزی (گروه D) عربستان_عربستان_تایلند ([[جام ملت‌های آسیا ۲۰۲۳] گروه F\|گروه F]])                                                                        | |